# 마크 퓨
마크 퓨 (Marc Anthony Pugh, 1987년 4월 2일 ~ )는 잉글랜드의 전 축구 선수으로, 현역 시절 포지션은 윙어, 공격형 미드필더였다.